# Klintögontröst
Klintögontröst (Euphrasia dunensis) är en snyltrotsväxtart som beskrevs av Knud Jørgen Frederik Wiinstedt. Klintögontröst ingår i släktet ögontröster, och familjen snyltrotsväxter. Inga underarter finns listade i Catalogue of Life.